# Brandon Horvath
Brandon Horvath (West River, 3 aprile 1999) è un cestista statunitense.